# Sonnjoch
De Sonnjoch is een 2457 meter hoge bergtop in het Karwendelgebergte in het Oostenrijkse Tirol. Het is de belangrijkste berg van de Sonnjochgroep.
Het is een vrijstaande, markante berg, gelegen tussen het Engtal in het westen en het Falzthurntal in het oosten. In het zuiden is de top door de Binssattel gescheiden van de Lamsenspitze, in het noorden scheidt de steile afzink naar de Bärenlahnersattel de berg van de Schaufelspitze.
Vanaf de top is de gehele hoofdkam van de Karwendel te overzien tot aan de Birkkarspitze. Naar het noordoosten kan men door het 1200 meter lager liggende Falzthurntal op de Achensee kijken en het daarachter liggende Rofangebergte van de Brandenberger Alpen. Bij helder weer is bovendien de hele hoofdkam van de Oostelijke Alpen te zien, vanaf de Großglockner tot aan de Stubaier Alpen. Terwijl de zuidzijde van de Sonnjoch gemakkelijk is te beklimmen, lopen alle andere flanken uiterst steil, bijna loodrecht naar beneden.
De Sonnjoch is een geliefde berg in de Karwendel, vooral door het uitzicht bovenop en omdat de top zonder al te veel moeite is te bereiken. De normale route naar de top voert vanaf de Gramaialm op 1261 meter hoogte, aan het einde van het Falzthurntal naar het westen naar de hoger gelegen bergweide van de Gramaialmhochleger. Vandaaruit gaat de tocht door weilanden en dennenbos naar het noorden naar de zuidzijde van de Sonnjoch, waar de weg verder noordoostwaarts loopt over een brede en stenige bergkam. De beklimming neemt gemiddeld 3½ uur in beslag, de afdaling duurt ongeveer twee uur. Vanuit het Engtal is de Gramaialmhochleger te bereiken via de Binssattel, waarna dezelfde route kan worden gevolgd. Andere klimroutes vereisen meer klimervaring.